# Fattore di velocità
Il fattore di velocità, oppure velocity factor in inglese, indicato con VF, talvolta chiamato wave propagation speed opuure velocity of propagation (VoP oppure {\displaystyle v_{\mathrm {P} }}), di un mezzo trasmissivo è il rapporto tra la velocità alla quale un fronte d'onda (di un segnale elettromagnetico, un segnale radio, un impulso luminoso in una fibra ottica o una variazione della tensione elettrica in un filo di rame) si propaga attraverso il mezzo e la velocità della luce nel vuoto. Per i segnali ottici, il fattore di velocità è il reciproco dell'indice di rifrazione.
La velocità dei segnali radio nel vuoto, per esempio, è la velocità della luce per cui il fattore di velocità di un'onda radio nel vuoto è pari a 1, ossia al 100%. Nei cavi elettrici, il fattore di velocità dipende principalmente dal materiale isolante (vedere tabella sotto).
L'uso dei termini fattore di velocità e wave propagation speed per indicare un rapporto di velocità è limitato alle reti di computer e alla fabbricazione di cavi. Nel contesto generale delle scienze e dell'ingegneria, questi termini vanno intesi come una vera velocità espressa in unità di distanza per unità di tempo, mentre fattore di velocità è usato per il rapporto.

## Valori tipici del fattore di velocità
Il fattore di velocità è un'importante caratteristica dei mezzi impiegati per la comunicazione quali cavi di categoria 5 e le linee di trasmissione per radiocomunicazioni. Un cavo dati Plenum tipicamente ha un VF tra 0,42 e 0,72 (tra il 42% e il 72% della velocità della luce nel vuoto) e altri cavi intorno a 0,70. Un VF di 0,70 corrisponde a una velocità di circa 210.000.000 m/s ossia a un metro percorso in 4,76 ns.
| VF (%) | Cavo                   | livello fisico Ethernet               |
| ------ | ---------------------- | ------------------------------------- |
| 74–79  | Doppino ritorto Cat-7  |                                       |
| 77     | RG-8/U                 | Minimo per 10BASE5                    |
| 67     | Fibra ottica           | Minimo per 10BASE-FL, 100BASE-FX, ... |
| 65     | RG-58A/U               | Minimo per 10BASE2                    |
| 65     | Doppino ritorto Cat-6A | 10GBASE-T                             |
| 64     | Doppino ritorto Cat-5e | 100BASE-TX, 1000BASE-T                |
| 58.5   | Doppino ritorto Cat-3  | Minimo per 10BASE-T                   |

Alcuni valori tipici del fattore di velocità per cavi per radiocomunicazioni indicati nei manuali e nei testi sono dati nella seguente tabella:
| VF (%) | Linea di trasmissione                                                          |
| ------ | ------------------------------------------------------------------------------ |
| 95–99  | "Ladder" Line a filo aperto                                                    |
| 93     | Cavo coassiale HJ8-50B 3 inch Heliax (dielettrico ad aria)                     |
| 86     | Cavo coassiale RG-8 Belden 7810A (gas-injected foam high-density polyethylene) |
| 83     | Cavo coassiale RG-6 Belden 1189A, Cavo coassiale RG-11 Belden 1523A            |
| 82     | Cavo coassiale RG-8X Belden 9258 (foamed polyethylene dielectric)              |
| 80     | Belden 9085 twin-lead                                                          |
| 77     | RG-8/U generico (foamed polyethylene)                                          |
| 66     | Belden 8723 twin shielded twisted pair stranded (polypropylene insulator)      |
| 66     | RG-213 CXP213 (dielettrico al polietilene solido)                              |

## Calcolo del fattore di velocità

### Segnali elettrici
Il fattore di velocità VF è uguale al reciproco della radice quadrata della costante dielettrica relativa {\displaystyle \epsilon _{\mathrm {r} }}, del mezzo attraverso il quale si propaga il signale:
{\displaystyle \mathrm {VF} ={\frac {1}{\sqrt {\epsilon _{\mathrm {r} }}}}\ }
nel caso tipico in cui la permeabilità magnetica relativa, {\displaystyle \mu _{\mathrm {r} }}, è uguale a 1. Nel caso più generale:
{\displaystyle \mathrm {VF} ={\frac {1}{\sqrt {\mu _{\mathrm {r} }\epsilon _{\mathrm {r} }}}}\ }
includendo materiali conduttori magnetici non utilizzati abitualmente, come la ferrite.
Il fattore di velocità per una linea di trasmissione non dissipativa è dato da:
{\displaystyle \mathrm {VF} ={\frac {1}{c_{\mathrm {0} }{\sqrt {L'C'}}}}\ }
dove {\displaystyle L'} è l'induttanza distribuita (in henry per unità di lunghezza), {\displaystyle C'} è la capacità distribuita tra i due conduttori (in farad per unità di lunghezza) e {\displaystyle c_{\mathrm {0} }} è la velocità della luce nel vuoto.

### Segnali ottici
Il fattore di velocità VF è uguale al reciproco dell'indice di rifrazione {\displaystyle {n}} del mezzo, solitamente la fibra ottica.
{\displaystyle \mathrm {VF} ={\frac {1}{n}}\ }